# Internationell judisk konspiration
Den internationella judiska konspirationen eller den världsjudiska konspirationen är en antisemitisk trop som har beskrivits som "en av de mest utbredda och långvariga konspirationsteorierna". Även om den vanligtvis påstår att en illvillig, vanligtvis global judisk krets, kallad internationell judendom, konspirerar för världsherravälde, är teorins innehåll extremt varierande, vilket underlättar dess breda spridning och långvariga beständighet. Den populariserades särskilt i slutet av artonhundratalet och början av 1900-talet genom den antisemitiska fabricerade texten Sions äldstes protokoll. Bland de övertygelser som förespråkar en internationell judisk konspiration finns judisk bolsjevism, kulturmarxism, judisk-frimurarisk konspirationsteori, konspirationsteori om vit folkmord och förnekelse av Förintelsen. Nazistledningens tro på en internationell judisk konspiration som de skyllde för att ha startat andra världskriget och kontrollerat de allierade makterna var nyckeln till deras beslut att lansera den slutgiltiga lösningen, vilket kulminerade i förintelsen.

## Historia
Tron på en internationell judisk konspiration för världsherravälde kan spåras tillbaka till 1200-talet, men ökade under andra hälften av 1800-talet under inflytande av författare som Frederick van Millingen, en officer i den osmanska armén som skrev Judarnas erövring av världen 1873, och Hermann Goedsche, en preussisk provokatör som förespråkade en ny ideologisk antisemitism. Uppfinningen av tidningen ledde till den nya anklagelsen att judar kontrollerade pressen. Goedsches roman Biarritz plagierades i den antisemitiska förfalskningen Sions protokoll som publicerades vid sekelskiftet 1900. Protokollen trycktes i det ryska imperiet redan 1903, publicerade som en artikelserie i Znamya, en tidning för Svarta sotnjerna. Förfalskningen var en skapelse av den hemliga polisen i Okhrana. Protokollen populariserade tron på en internationell judisk konspiration på ett sådant sätt att denna tro blev avgörande för modern antisemitism. Enligt Armin Pfahl-Traughber är protokollen "det viktigaste dokumentet för att sprida myten om en judisk världskonspiration".
Tron på denna konspiration ökade efter den ryska revolutionen, som först spreds av frustrerade tsaristiska landsflyktingar. Den engelske konspirationsteoretikern Nesta Webster återanvände Illuminati- konspirationsteorierna med en ny betoning på judarnas roll i att förklara revolutionen. Under andra hälften av 1900-talet, i takt med att öppen antisemitism blev alltmer oacceptabel, fann många konspiratörer omvägar för att undvika att uttryckligen referera till judar, samtidigt som de behöll konspirationsteorier som härstammar från Protokollen och tidigare uppfattningar om en judisk världskonspiration. Den judisk-frimurariska konspirationsteorin hävdar att frimurare är agenter för en internationell judisk konspiration. Förnekelse av Förintelsen förutsätter existensen av en massiv judisk konspiration som (enligt Förintelseförnekare) begick historiens största bluff för att lura ut pengar ur Tyskland och grunda staten Israel. Denna konspiration kan förekomma antingen implicit eller explicit i verk som förnekar Förintelsen. Sedan 1970-talet har uttrycket sionistisk ockupationsregering (ZOG) använts av antisemiter för att hänvisa till den förmodade judiska kontrollen över västländer.

## Efter land

### Kina
Vissa kineser tror att judar i hemlighet styr världen och är affärsinriktade. Hongbing Song, en kinesisk-amerikansk IT-konsult och amatörhistoriker, publicerade serien Currency Wars, i tron att judiska finansmän har kontrollerat de internationella banksystemen sedan Napoleons era. Song säger också i sin bok att Federal Reserves nyckelfunktioner i slutändan kontrollerades av fem privata banker, inklusive Citibank, som alla upprätthöll "nära band" med Rothschild-familjen, som han sa ledde till finanskrisen 1997. Boken blev en bästsäljare och har till och med lästs av några högt uppsatta kinesiska tjänstemän.

### Tyskland

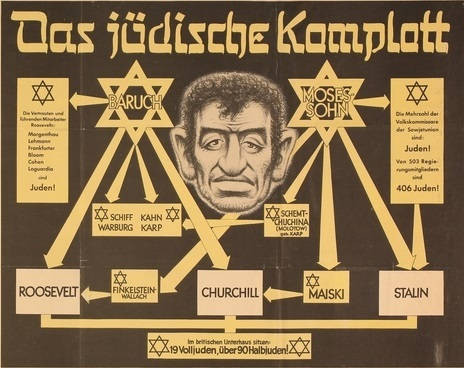
Nazistisk propagandaaffisch med titeln Das jüdische Komplott ("Den judiska handlingen")

I sitt första inspelade politiska tal år 1919 hävdade Adolf Hitler att det fanns en internationell judisk konspiration som planerade att försvaga den ariska rasen och Tyskland.
I sin dokumentation av fascismens framväxt från slutet av första världskriget till slutet av andra världskriget noterade historikern Michael Kellogg att anhängare av den "olycksbådande världsomfattande judiska" konspirationsteorin inkluderade monarkistiska emigranter som bildade Aufbau Vereinigung, en konspiratorisk antisemitisk grupp som försökte återupprätta en tsar i Ryssland samtidigt som de utförde högerterrorism i Tyskland. Aufbau samarbetade med, och inkluderade som medlemmar, tidiga tyska nazister som Max Erwin von Scheubner-Richter. Gruppen, med sin betoning på att göra anspråk på en protokollliknande myt, skulle komma att påverka Hitlers och Alfred Rosenbergs ideologier, främst från 1918 till 1923, då Scheubner-Richter dödades av tyska poliser under ölhallskuppen.
Ledarna för Nazityskland trodde att andra världskriget var en konflikt där Tyskland ställdes mot en massiv konspiration som i hemlighet planerades av judar och leddes av de allierade. Enligt denna konspirationsteori var Franklin D. Roosevelt, Winston Churchill och Josef Stalin bara marionetter för judarna. Nazistisk propaganda anklagade upprepade gånger "internationell judendom" för att ha startat och förlängt kriget och planerat utrotningen av Tyskland. Hitler och andra nazistledare uppgav upprepade gånger att de skulle "utrota" judar innan judarna fick chansen att genomföra denna påstådda komplott. Nazistiska propagandister hämtade inspiration från tidigare judiska konspirationstroper och uppdaterade Sions äldstes protokoll med framstående personer från Europa och Nordamerika. Enligt historikern Jeffrey Herf var det nazisternas konspiratoriska övertygelser om judar, snarare än äldre antisemitiska övertygelser, som fick dem att tillgripa extremt antijudiskt våld. "Önskan om en slutgiltig lösning på den judiska frågan var oskiljaktig från nazisternas syn på judarna som en internationellt organiserad politisk makt som spelade en avgörande roll i händelserna under andra världskriget."
Tyskland invaderade Sovjetunionen 1941 under förevändning att bekämpa judeo-bolsjevismen. I augusti 1941 framförde nazistisk propaganda redan radikala påståenden som föreslog ett globalt krig mot judar. Det amerikanska inträdet i andra världskriget fick nazistiska ideologer att kasta sig in i ytterligare extremism, som hävdade att en internationell koalition av kommunism och kapitalism, ledd av en ondskefull "judisk världskonspiration", strävade efter att förgöra den ariska rasen. Radikaliseringen av antisemitisk diskurs gick hand i hand med Nazitysklands intensifiering av antijudiska förföljelser och folkmord.
Enligt historikern Jeffrey Herf använde nazisterna den påstådda internationella judiska konspirationen för att besvara "till synes svåra frågor som: Varför fortsatte Storbritannien att kämpa 1940 istället för att förhandla? Varför var det troligt att den sovjetiska regimen skulle kollapsa som ett korthus efter den tyska invasionen i juni 1941? Varför motsatte sig Franklin Roosevelt Hitler? Varför förblev anti-Hitler-koalitionen intakt när Röda armén fortsatte att pressa mot Centraleuropa efter våren 1943?" Nazisternas tro på en mäktig, internationell judisk konspiration som drev trådarna i världspolitiken skingrades inte av den lätthet med vilken det tyska judiska samfundet exproprierades och tvingades i exil.

### Malaysia
Den tidigare malaysiska premiärministern Mahathir Mohamad har upprepade gånger hävdat att judar kontrollerar världen genom ombud.

### Turkiet
År 2007 var den bästsäljande boken i Turkiet Musa'nın Çocukları: Tayyip ve Emine (Moses barn: Tayyip och Emine) av Ergün Poyraz. Poyraz hävdar att det finns en internationell judisk konspiration som drar i trådarna bakom världen, inklusive att installera Recep Tayyip Erdoğan som Turkiets premiärminister.

### Förenta staterna
I The International Jew: The World's Foremost Problem återanvände den amerikanske industrimannen Henry Ford till stor del protokollen och gjorde mer än någon annan amerikan för att främja dem. Under den första röda skräcken undersökte USA:s kongress protokollens sanningsenlighet. Sions äldstes protokoll mottogs väl av vissa konservativa evangelikaler på 1920- och 1930-talen. Men även de evangelikaler som trodde att det fanns en internationell judisk konspiration mot kristendomen ansåg sig inte vara antijudiska och hoppades att judar skulle konvertera till kristendomen. I slutet av 1930-talet kom tron på en internationell judisk konspiration att misskrediteras i konservativa evangeliska kretsar eftersom den sågs som oförenlig med världshändelserna, särskilt Nazitysklands uppgång. I början av 1990-talet kritiserades den kristna tv-evangelisten Pat Robertsons bok The New World Order av The New York Review of Books, Anti-Defamation League och andra för hans uppenbara främjande av konspirationen. Robertson sades ha "förlitat sig på Nesta Websters och Eustace Mullins arbete". År 2020 togs pro- Trump -kampanjledaren Mary Ann Mendoza bort från schemat för Republikanernas nationella konvent efter att hon retweetat en tråd som påstod en judisk konspiration för att ta över världen. År 2021 rapporterades det att nästan hälften av Qanon-följarna trodde att det fanns en judisk komplott för att ta över världen.